# Leo Bengtsson
Leo Bengtsson, född 26 maj 1998, är en svensk fotbollsspelare som spelar för Aris Limassol.

## Karriär
Bengtsson startade karriären i Ingarö IF och gick sedan till Hammarby U19. Han skrev sedan på ett treårskontrakt med klubben. Bengtsson har spelat tre landslagskamper för U19, första matchen 9 november 2016 mot Malta.
Den 4 april 2018 lånades Bengtsson ut till Gefle IF. I januari 2019 förlängde Bengtsson sitt kontrakt i Hammarby med tre år.
I januari 2020 värvades Bengtsson av BK Häcken, där han skrev på ett treårskontrakt.
I juli 2022 blev han klar för Aris Limassol.

## Karriärstatistik
| Klubb              | Säsong             | Liga                   | Liga    | Liga | Svenska cupen | Svenska cupen | Övrigt  | Övrigt | Totalt  | Totalt |
| Klubb              | Säsong             | Division               | Matcher | Mål  | Matcher       | Mål           | Matcher | Mål    | Matcher | Mål    |
| ------------------ | ------------------ | ---------------------- | ------- | ---- | ------------- | ------------- | ------- | ------ | ------- | ------ |
| Hammarby IF        | 2017               | Allsvenskan            | 18      | 0    | 3             | 1             | —       | —      | 21      | 1      |
| Hammarby IF        | 2018               | Allsvenskan            | 10      | 0    | 3             | 1             | —       | —      | 13      | 1      |
| Hammarby IF        | 2019               | Allsvenskan            | 6       | 0    | 4             | 0             | —       | —      | 10      | 0      |
| Hammarby IF        | Totalt             | Totalt                 | 34      | 0    | 10            | 2             | —       | —      | 44      | 2      |
| Gefle IF (lån)     | 2018               | Superettan             | 14      | 0    | 0             | 0             | —       | —      | 14      | 0      |
| IK Frej (lån)      | 2019               | Superettan             | 16      | 3    | 0             | 0             | 1       | 0      | 17      | 3      |
| BK Häcken          | 2020               | Allsvenskan            | 25      | 8    | 3             | 1             | —       | —      | 28      | 9      |
| BK Häcken          | 2021               | Allsvenskan            | 28      | 6    | 7             | 2             | 2       | 1      | 37      | 9      |
| BK Häcken          | 2022               | Allsvenskan            | 13      | 1    | 4             | 2             | 0       | 0      | 17      | 3      |
| BK Häcken          | Totalt             | Totalt                 | 66      | 15   | 14            | 5             | 2       | 1      | 82      | 21     |
| Aris Limassol      | 2022/2023          | Cyperns förstadivision | 18      | 5    | 1             | 0             | 2       | 0      | 21      | 5      |
| Totalt i karriären | Totalt i karriären | Totalt i karriären     | 148     | 23   | 25            | 7             | 5       | 1      | 178     | 31     |

1. ↑  Nedflyttningskvalmatch mot Umeå FC.[7]
2. ↑  Matcher i Europa Conference League.